# 22 Jump Street
Série
21 Jump Street
(2012)
Pour plus de détails, voir Fiche technique et Distribution.
22 Jump Street est une comédie policière américaine réalisée par Phil Lord et Chris Miller et sortie en 2014.
Il s'agit de la suite de 21 Jump Street (2012), qui était l'adaptation cinématographique de la série télévisée américaine du même nom, diffusée dès 1987.

## Synopsis
Les jeunes policiers Greg Jenko et Morton Schmidt tentent d'arrêter le « Fantôme », un baron de la drogue dans le port de La Nouvelle-Orléans, mais ils échouent. Le chef Hardy les assigne alors à enquêter une nouvelle fois pour le capitaine Dickson, dont les locaux ne se trouvent plus au 21 Jump Street mais désormais dans l'église vietnamienne d'en face, au 22 Jump Street.
Leur nouvelle mission consiste à infiltrer l'université de Metro City State. Ils reprennent leurs identités des frères Doug et Brad McQuaid. Ils se font passer pour des étudiants dans le but de démanteler le trafic d'une nouvelle drogue : le why phy, prononcé « wi-fi ». Celle-ci est responsable du décès de Cynthia Watson, une étudiante morte en tombant d'un toit.
Disposant d'une photographie où un échange de why phy est réalisé avec Cynthia, ils cherchent à identifier le dealer, mais la piste qu'ils suivent s'avère rapidement être une impasse : ils réalisent alors que Cynthia était la dealeuse et non l'acheteuse sur la photographie. Après la vaine arrestation du professeur de psychologie, ils découvrent finalement que c'est le Fantôme qui fournit la drogue sur le campus.
Insatisfaits du résultat de l'enquête, ils continuent donc leur investigation et finissent par retrouver la trace des fournisseurs durant le spring break. Ils identifient la nouvelle dealeuse : Mercedes, l'ancienne colocataire de Cynthia à l'université. Ils interviennent pendant qu'elle est en réunion avec ce dernier et elle est rapidement arrêtée tandis que le Fantôme, après une intense course poursuite, parvient à s'échapper à bord d'un hélicoptère, mais Jenko envoie de justesse une grenade dans la cabine ce qui fait exploser l'engin.

## Fiche technique
- Titre original et français : 22 Jump Street
- Réalisation : Phil Lord et Chris Miller
- Scénario : Michael Bacall, Rodney Rothman et Oren Uziel, d'après une histoire de Michael Bacall et Jonah Hill, d'après la série télévisée 21 Jump Street créée par Stephen J. Cannell et Patrick Hasburgh
- Musique : Mark Mothersbaugh
- Direction artistique : Scott Plauche
- Décors : Steve Saklad
- Costumes : Leesa Evans
- Photographie : Barry Peterson
- Montage : David Rennie
- Production : Jonah Hill, Neal H. Moritz, Channing Tatum, Reid Carolin, Brian Bell et Tania Landau (déléguée), Will Allegra (associé)
- Sociétés de production : Columbia Pictures, Metro-Goldwyn-Mayer et Original Film
- Sociétés de distribution :  Columbia Pictures / Sony Pictures Releasing,  Sony Pictures Releasing France
- Budget : 50 000 000 $[1]
- Pays de production :  États-Unis
- Langue originale : anglais
- Format : couleur - 35 mm - 2,35:1 - son Dolby Digital
- Genre : comédie policière, action
- Durée : 112 minutes
- Dates de sortie[2] : 
  - États-Unis : 4 juin 2014 (avant-première à New York)
  - États-Unis, Canada : 13 juin 2014
  - France : 27 août 2014
- Classification[3] :
  - États-Unis : R
  - France : tous publics

## Distribution
- Jonah Hill (VF : Donald Reignoux ; VQ : Olivier Visentin) : Morton Schmidt
- Channing Tatum (VF : Adrien Antoine ; VQ : Frédérik Zacharek) : Greg Jenko
- Peter Stormare (VF : Bernard Métraux ; VQ : Jacques Lavallée) : « le Fantôme »
- Wyatt Russell (VF : Jean-Christophe Dollé ; VQ : Jean-Philippe Baril Guérard) : Zook
- Amber Stevens (VF : Kelly Marot ; VQ : Laurence Dauphinais) : Maya Dickson
- Jillian Bell (VF : Karine Foviau ; VQ : Véronique Marchand) : Mercedes
- Ice Cube (VF : Lucien Jean-Baptiste ; VQ : François L'Écuyer) : le capitaine Dickson
- Kenny Lucas (en) (VF : Jean-Baptiste Anoumon ; VQ : Martin Desgagné) : Kenny Yang
- Keith Lucas (en) (VF : Namakan Koné ; VQ : Claude Gagnon) : Keith Yang
- Nick Offerman (VF : Michel Dodane ; VQ : Manuel Tadros) : le chef Hardy
- Jimmy Tatro (VF : Nessym Guetat ; VQ : Frédéric Millaire-Zouvi) : Rooster
- Caroline Aaron (VQ : Johanne Garneau) : Annie Schmidt
- Craig Roberts : Spencer
- Marc Evan Jackson (VF : Laurent Morteau) : le docteur Murphy
- Dustin Nguyen : Jésus Vietnamien dans le trip de Greg
- Patton Oswalt (VF : Jean-Loup Horwitz) : le professeur à l'université
- Richard Grieco : Dennis Booker
- H. Jon Benjamin : le coach de football
- Diplo : le DJ au Spring break
- Queen Latifah : Mme Dickson (caméo)
- Seth Rogen (VF : Xavier Fagnon) : le double de Morton Schmidt (caméo lors du générique de fin)
- Bill Hader  : l'ennemi à l'école de cuisine (caméo lors du générique de fin)
- Anna Faris : Anna (caméo lors du générique de fin)
- Rob Riggle (VF : Anatole de Bodinat) : M. Walters (caméo)
- Dave Franco (VF : Yoann Sover) : Eric Molson (caméo)

Sources et légende : version française (VF) sur RS Doublage, AlloDoublage et le carton du doublage français du film ; version québécoise (VQ) sur Doublage.qc.ca

## Production

### Développement
Le 1er film sort aux États-Unis le 16 mars 2012. Le lendemain, Sony Pictures Entertainment annonce qu'une suite est en projet, et signe un accord avec Jonah Hill et Michael Bacall pour écrire une ébauche d'histoire, qui sera ensuite développée par Michael Bacall,.
En juin 2013, le titre du film est officialisé : ce sera 22 Jump Street. En juillet 2013, Phil Lord et Chris Miller confirment qu'ils réaliseront le film.

### Attribution des rôles
Le 6 septembre 2013, Amber Stevens rejoint la distribution. Le 27 septembre 2013, Kurt Russell révèle que son fils Wyatt a refusé un rôle dans la saga Hunger Games pour jouer dans 22 Jump Street.

### Tournage
Le tournage débute le 28 septembre 2013 et s'achève le 25 décembre 2013. Il a notamment lieu à La Nouvelle-Orléans et à San Juan, sur l'île de Porto Rico,.

## Bande originale

### Soundtrack
Republic Records commercialise l'album contenant les chansons de rap et electro que l'on entend dans le film. Certaines chansons présentes dans le film sont cependant absentes de l'album : Turn Down for What de DJ Snake et Lil Jon, #STUPiDFACEDD de Wallpaper ou encore Drop Girl d'Ice Cube.
| No  | Titre                                             | Interprètes                                     | Durée |
| --- | ------------------------------------------------- | ----------------------------------------------- | ----- |
| 1.  | Work Hard, Play Hard                              | Wiz Khalifa                                     | 3:36  |
| 2.  | NRG (Skrillex, Kill the Noise, Milo & Otis Remix) | Duck Sauce                                      | 4:12  |
| 3.  | Get Up (Rattle)                                   | Bingo Players featuring Far East Movement       | 2:46  |
| 4.  | Wasted                                            | Tiësto featuring Matthew Koma                   | 3:08  |
| 5.  | Can't You See                                     | Shermanology & GRX                              | 4:49  |
| 6.  | Models and Bottles                                | Blind Scuba Divers                              | 3:32  |
| 7.  | Check My Steezo                                   | Blind Scuba Divers                              | 3:17  |
| 8.  | TTU (Too Turnt Up)                                | Flosstradamus featuring Waka Flocka Flame       | 4:00  |
| 9.  | I Own It                                          | Nacey featuring Angel Haze                      | 3:09  |
| 10. | Express Yourself                                  | Diplo featuring Nicky da B                      | 4:37  |
| 11. | Freak                                             | Steve Aoki, Diplo & Deorro featuring Steve Bays | 4:38  |
| 12. | 22 Jump Street (Theme from the Motion Picture)    | Angel Haze featuring Ludacris                   | 2:58  |
| 13. | Live Forever                                      | Travis Barker featuring Juicy J & Liz           | 3:15  |

### Score
La musique originale du film est composée par Mark Mothersbaugh.
| Liste des titres | Liste des titres            | Liste des titres | Liste des titres | Liste des titres | Liste des titres | Liste des titres | Liste des titres | Liste des titres | Liste des titres |
| No               | Titre                       | Durée            |                  |                  |                  |                  |                  |                  |                  |
| ---------------- | --------------------------- | ---------------- | ---------------- | ---------------- | ---------------- | ---------------- | ---------------- | ---------------- | ---------------- |
| 1.               | Previously on Jump Street   | 1:55             |                  |                  |                  |                  |                  |                  |                  |
| 2.               | Introducing Ghost           | 3:23             |                  |                  |                  |                  |                  |                  |                  |
| 3.               | Truck Gunfight              | 2:29             |                  |                  |                  |                  |                  |                  |                  |
| 4.               | 22 Jump Street              | 1:19             |                  |                  |                  |                  |                  |                  |                  |
| 5.               | The Case                    | 0:49             |                  |                  |                  |                  |                  |                  |                  |
| 6.               | Connecting to Zook          | 1:09             |                  |                  |                  |                  |                  |                  |                  |
| 7.               | Jenko’s Dream               | 1:15             |                  |                  |                  |                  |                  |                  |                  |
| 8.               | Schmidt's Walk of Shame     | 1:22             |                  |                  |                  |                  |                  |                  |                  |
| 9.               | Infiltrating the Frat House | 3:53             |                  |                  |                  |                  |                  |                  |                  |
| 10.              | Olympic Hazing Games        | 2:28             |                  |                  |                  |                  |                  |                  |                  |
| 11.              | The Breakup                 | 1:48             |                  |                  |                  |                  |                  |                  |                  |
| 12.              | Separation                  | 0:34             |                  |                  |                  |                  |                  |                  |                  |
| 13.              | Trail to the Library        | 2:39             |                  |                  |                  |                  |                  |                  |                  |
| 14.              | Confronting Zook            | 1:20             |                  |                  |                  |                  |                  |                  |                  |
| 15.              | Golf Cart Chase             | 3:36             |                  |                  |                  |                  |                  |                  |                  |
| 16.              | End of a Relationship       | 1:49             |                  |                  |                  |                  |                  |                  |                  |
| 17.              | Reunited / Spring Break     | 2:21             |                  |                  |                  |                  |                  |                  |                  |
| 18.              | Lambo Chase                 | 1:34             |                  |                  |                  |                  |                  |                  |                  |
| 19.              | Girl Fight / Beach Fight    | 3:18             |                  |                  |                  |                  |                  |                  |                  |
| 20.              | Dirty Shot                  | 2:21             |                  |                  |                  |                  |                  |                  |                  |
| 21.              | Schmidt Saves Jenko         | 4:08             |                  |                  |                  |                  |                  |                  |                  |
| 22.              | End Credits                 | 3:16             |                  |                  |                  |                  |                  |                  |                  |
| 50:01            |                             |                  |                  |                  |                  |                  |                  |                  |                  |

## Sortie et accueil
Initialement prévue pour le 18 juin 2014, la sortie française est repoussée au 27 août 2014.

### Accueil critique
Aux États-Unis, le film totalise 84 % d'opinions favorables sur l'agrégateur Rotten Tomatoes, pour 191 critiques recensées. Sur Metacritic, il obtient une moyenne de 71⁄100 pour 46 critiques.
Sur le site français AlloCiné, le film récolte une moyenne de 3,5/5 pour 21 titres de presse recensés. Du côté des critiques positives, on peut notamment lire dans Écran Large « 22 Jump Street nous met KO avec son humour post-moderne, ses acteurs excellents et son parti-pris imparable ». Jacky Goldberg des Inrockuptibles pense que le film « confirme en tout cas que la comédie US a encore de beaux jours devant elle ». Dans Le Parisien, Alain Grasset souligne la prestation du « duo Channing Tatum-Jonah Hill [qui] s'en donne à cœur joie dans cette comédie explosive et délirante ». Frédéric Strauss de Télérama apprécie le film mais regrette l'« envie de brûler toutes les cartouches [qui] aboutit à une charge parfois assommante ».
Du côté des avis négatifs, Thomas Sotinel écrit dans Le Monde que « le rythme poussif et les plaisanteries pour initiés (les spectateurs de 21 Jump Street) laissent penser qu'il vaut mieux en rester là ». Julien Gester de Libération quant à lui pense que cette suite est en dessous du premier film car il « évacue les traits les plus séduisants du premier pour n’en retenir que les tours les plus frénético-cyniques ».

### Box-office
| Pays ou région    | Box-office      | Date d'arrêt du box-office | Nombre de semaines |
| ----------------- | --------------- | -------------------------- | ------------------ |
| États-Unis Canada | 191 719 337 $,  | 26 novembre 2014           | 22                 |
| France            | 546 656 entrées | 22 octobre 2014            | 8                  |
| Total mondial     | 331 333 876 $   | 26 novembre 2014           | -                  |

## Distinctions

### Nominations
- Critics' Choice Movie Awards 2015 :
  - Meilleure comédie
  - Meilleur acteur dans une comédie pour Channing Tatum

## Suite /crossover
Début septembre 2014, il est révélé que Sony Pictures, MGM et Original Film ont engagé Rodney Rothman pour écrire le script d'un 3e film. Fin 2014, il est révélé que cette suite pourrait être un crossover avec la saga Men in Black. Le projet est confirmé en avril 2016 au Comic-Con avec la révélation du titre du film, MIB 23 et devrait être réalisé par James Bobin. Le projet ne refait cependant plus parler de lui par la suite jusqu'à début 2019 où il est annoncé qu'il est annulé.